# Malamore
Pour plus de détails, voir Fiche technique et Distribution.
Malamore est un mélodrame romantique italien réalisé par Eriprando Visconti et sorti en 1982.

## Synopsis
Frioul, automne 1917. Le nain Marcello Giammarco, fils unique d'un riche avocat, est enfermé par son père dans une majestueuse villa des environs de Palmanova. La villa est située à l'arrière du front italien et a été partiellement aménagée en hôpital militaire.
Dans cette atmosphère irréelle, parmi les serviteurs et les mourants, précédant la défaite de Caporetto, le digne et courtois Marcello tente de mener une existence normale, poursuivant son rêve sentimental de s'attacher à Maria, une prostituée du lupanar local.
La mort de son père, touché accidentellement par un obus d'artillerie lors de la prise de Palmanova, investit Marcello de la responsabilité de l'importante fortune familiale, tandis que sa villa, où il continue de vivre, devient le siège d'un arrière-commandement autrichien. Même le lupanar change de coutumes et de clients : désormais, tous sont des soldats autrichiens. Dans ces moments d'extrême incertitude sociale et morale, le riche patrimoine de Marcello devient un objectif possible et un espoir de revanche pour certains laissés-pour-compte, manœuvrés par un profiteur astucieux, à qui la guerre semble avoir enlevé tout avenir et tout sens éthique.

## Fiche technique
- Titre original italien : Malamore[1]
- Réalisateur : Eriprando Visconti
- Scénario : Eriprando Visconti, Roberto Gandus
- Photographie : Luigi Kuveiller
- Montage : Nino Baragli
- Musique : Aldo Salvi (it)
- Décors : Gian Maurizio Fercioni
- Costumes : Clelia Gonsalez
- Production : Luciano De Feo
- Société de production : Arcana, Gaumont
- Pays de production :  Italie
- Langue originale : italien
- Format : couleur
- Durée : 90 minutes
- Genre : mélodrame romantique[2]
- Dates de sortie :
  - Italie : 5 septembre 1982

## Distribution
- Jimmy Briscoe : Marcello Giammarco
- Nathalie Nell : Marie
- Antonio Marsina (it) : Cesare
- Remo Girone (it) : le moine
- Elisabeth Kaza : Leni Grundt, hôtesse de la maison close
- Leopoldo Trieste : administrateur
- Leonardo Treviglio (it) : Amilcare
- David Brandon (it) (sous le nom de « David Haughton ») : Major Banfield
- Cesare Barbetti :
- Monica Scattini : Sonia, une prostituée
- Serena Grandi : prostituée
- Cinzia Cavalieri : Alma
- Fiorella Molinari : Flora
- Linda Spriggs :
- Renata Zamengo : Joanna
- Catherine Ohotnikoff :
- Norman Mozzato (it) :
- Maurizio Donadoni (it) :
- Ettore Geri (it) :

## Production
Le film a été principalement financé par le réalisateur Eriprando Visconti. Le premier choix pour le rôle de Maria était Giuliana De Sio, mais les distributeurs ont rejeté l'idée parce qu'à l'époque, ils considéraient De Sio comme une simple actrice de télévision. Edwige Fenech s'est également vu proposer le rôle, mais a refusé.

## Accueil
Le film a été un échec critique et public.